# Hit & Miss
Hit & Miss è una serie televisiva inglese creata da Paul Abbott in onda su Sky Atlantic dal 22 maggio al 26 giugno 2012.

## Trama
Mia, una transessuale non operata, che lavora come killer a contratto, scopre di avere avuto un figlio, Ryan, dall'ex compagna Wendy, appena morta di cancro. A Mia viene affidata la tutela legale del bambino e dei suoi tre fratellastri: Riley, Levi e Leonie, i quali vivono in una casa rurale nello Yorkshire. Una grande sfida attende Mia: conciliare il suo lavoro e la sua vita segreta, con il nuovo, duro compito del genitore.
La serie è stata girata a Manchester.

## Personaggi e interpreti
- Mia, interpretata da Chloë Sevigny.
La protagonista, transgender pre-op, killer a contratto.
- Eddie, interpretato da Peter Wight.
Capo di Mia, killer professionista di Manchester.
- Ben, interpretato da Jonas Armstrong.
Il flirt di Mia.
- John, interpretato da Vincent Regan.
L'antagonista, acerrimo nemico di Mia, e proprietario del casale.
- Liam, interpretato da Ben Crompton.
Fratello di Wendy, ex-compagna di Mia.
- Riley, interpretata da Karla Crome.
La figliastra maggiore di Mia.
- Levi, interpretato da Reece Noi.
Il figliastro di Mia.
- Ryan, interpretato da Jorden Bennie.
Il figlio di Mia.
- Leonie, interpretata da Roma Christensen.
La figliastra minore di Mia.

## Episodi
| n° | Titolo       | Prima TV UK    | Prima TV Italia |
| -- | ------------ | -------------- | --------------- |
| 1  | Episode #1.1 | 22 maggio 2012 |                 |
| 2  | Episode #1.2 | 29 maggio 2012 |                 |
| 3  | Episode #1.3 | 5 giugno 2012  |                 |
| 4  | Episode #1.4 | 12 giugno 2012 |                 |
| 5  | Episode #1.5 | 19 giugno 2012 |                 |
| 6  | Episode #1.6 | 26 giugno 2012 |                 |